# AlphaTauri AT03
De AlphaTauri AT03 is een Formule 1-auto die gebruikt wordt door het Formule 1-team van AlphaTauri in het seizoen 2022. De auto is de opvolger van de AlphaTauri AT02. De AT03 rijdt met een motor van Red Bull Powertrains.

## Resultaten
| Kleur  | Resultaat                       |
| ------ | ------------------------------- |
| Goud   | Winnaar                         |
| Zilver | Tweede plaats                   |
| Brons  | Derde plaats                    |
| Groen  | Gefinisht (punten behaald)      |
| Blauw  | Gefinisht (geen punten behaald) |
| Blauw  | Niet geklasseerd (NC)           |
| Paars  | Uitgevallen (DNF)               |
| Rood   | Niet gekwalificeerd (DNQ)       |

| Kleur   | Resultaat                              |
| ------- | -------------------------------------- |
| Zwart   | Gediskwalificeerd (DSQ)                |
| Wit     | Niet gestart (DNS)                     |
| Blanco  | Gewond (INJ)                           |
| Blanco  | Uitgesloten (EX)                       |
| Blanco  | Teruggetrokken (WD) / Niet deelgenomen |
| 1, 2, 3 | Sprint positie (punten behaald)        |
| P       | Poleposition                           |
| S       | Snelste ronde                          |

| Jaar | Chassis en banden | Motor             | Coureurs     | 1   | 2   | 3   | 4   | 5   | 6   | 7   | 8   | 9   | 10  | 11  | 12  | 13  | 14  | 15  | 16  | 17  | 18  | 19  | 20  | 21  | 22  | Punten | WK-plaats |
| ---- | ----------------- | ----------------- | ------------ | --- | --- | --- | --- | --- | --- | --- | --- | --- | --- | --- | --- | --- | --- | --- | --- | --- | --- | --- | --- | --- | --- | ------ | --------- |
| 2022 | AT03 P            | Red Bull RBPTH001 |              | BHR | SAU | AUS | EMI | MIA | SPA | MON | AZE | CAN | GBR | OOS | FRA | HON | BEL | NED | ITA | SIN | JPN | VST | MXS | SAP | ABU | 35     | 9         |
| 2022 | AT03 P            | Red Bull RBPTH001 | Pierre Gasly | DNF | 8   | 9   | 12  | DNF | 13  | 11  | 5   | 14  | DNF | 15  | 12  | 12  | 9   | 11  | 8   | 10  | 18  | 14  | 11  | 14  | 14  | 35     | 9         |
| 2022 | AT03 P            | Red Bull RBPTH001 | Yuki Tsunoda | 8   | DNS | 15  | 7   | 12  | 10  | 17  | 13  | DNF | 14  | 16  | DNF | 19  | 13  | DNF | 14  | DNF | 13  | 10  | DNF | 17  | 11  | 35     | 9         |